# Carnival (Maynard Ferguson)
Carnival is een studioalbum van Maynard Ferguson en zijn band. Op het album staan arrangementen van filmmuziek, standards en enkele pophits uit die tijd. Bovendien staat op het album een bewerking van Birdland van Weather Report, destijds bekend in het jazzrockniche.  Het album scoorde hoog in de jazzlijst van Billboard, maar bleef buiten de top 100 van de Billboard Album Top 200.

## Musici
- Bob Militello - piccolo, dwarsfluit, altfluit, baritonsaxofoon
- Mike Migliore - dwarsfluit, sopraansaxofoon, altsaxofoon
- Eric Traub: sopraansaxofoon, tenorsaxofoon
- Joe Mosello – piccolotrompet, trompet, flügelhorn, percussie
- Maynard Ferguson, Stan Mark, Dennis Noday, Dan Welty, Ron Tooley – trompet, flügelhorn
- Nick Lane, Phil Gray – trombone
- Biff Hannon – toetsinstrumenten
- John Odini – gitaar
- Gordon Johnson – basgitaar, contrabas
- Peter Erskine, Bob Economou – slagwerk
- Gorden, Peter, Biff, John, Kim (Kim Ferguson, manager), Tony, Joe, Nick – handgeklap

Met
- Ralph MacDonald – percussie
- Rubens Bassini – percussie
- Aaron Rosan, Paul Winter – leiders strijkorkestje
- Maretha Stewart, Hilda Harris, Barbara Massey, Yolanda McCullough en Vivian Cherry – zang

## Muziek
| Nr. | Titel                                                                          | Duur |
| --- | ------------------------------------------------------------------------------ | ---- |
| 1.  | M.F. Carnival (Ferguson, Lane)                                                 | 6:05 |
| 2.  | Fantasy (Maurice White, Eddie del Barrio, Verdine White arr. Gordon Johnson)   | 4:21 |
| 3.  | Theme from Battlestar Galactica (Stu Phillips, Glen A. Larson, arr. Nick Lane) | 5:56 |
| 4.  | Stella by Starlight (Victor Young, Ned Washington, arr. Slide Hampton)         | 7:15 |
| 5.  | Birdland (Joe Zawinul, arr. Nick Lane)                                         | 5:38 |
| 6.  | Baker Street (Gerry Rafferty)                                                  | 6:50 |
| 7.  | How yo doin’ baby (Ferguson, Hannon)                                           | 4:00 |
| 8.  | Over the rainbow (Harold Arlen, E.Y. Harburg)                                  | 5:29 |